# Azua (província)
Azua és una província de la República Dominicana. Està dividida en 10 municipis sent la seva capital Azua de Compostela. Limita amb les províncies de La Vega al nord-est, San José de Ocoa i Peravia a l'est, Barahona i Baoruco a l'oest i San Juan al del nord-oest. Al sud de la província hi ha una gran zona de costa del mar Carib.
El 20 de juny de 2006, estava dividida en següents municipis i districtes municipals:
- Azua (Azua de Compostela), districtes municipals: Barreras, Barro Arriba, Clavellina, Emma Balaguer Viuda Vallejo, Las Barias-La Estancia, Las Lomas, Los Jovillos i Puerto Viejo
- Estebanía
- Guayabal
- Las Charcas, districtes municipals: Hatillo i Palmar de Ocoa
- Las Yayas de Viajama, districtes municipals: Hato Nuevo-Cortés i Villarpando
- Padre Las Casas, districtes municipals: La Siembra, Las Lagunas i Los Fríos
- Peralta
- Pueblo Viejo, districte municipal: El Rosario
- Sabana Yegua, districtes municipals: Ganadero, Proyecto 2-C i Proyecto 4
- Tábara Arriba, districtes municipals: Amiama Gómez, Los Toros i Tábara Abajo

## Població
Taula dels municipis i els districtes municipals amb una estimació de la població del 2014.
| Nom                  | Població total | Població urbana | Població rural |
| -------------------- | -------------- | --------------- | -------------- |
| Azua de Compostela   | 125.487        | 88.493          | 36.994         |
| Estebanía            | 8.522          | 4.407           | 4.115          |
| Guayabal             | 6.855          | 3.464           | 3.391          |
| Las Charcas          | 12.823         | 6.173           | 6.650          |
| Padre Las Casas      | 42.321         | 21.965          | 20.356         |
| Peralta              | 17.252         | 5.731           | 11.521         |
| Pueblo Viejo         | 13.522         | 3.825           | 9.697          |
| Sabana Yegua         | 24.051         | 6.944           | 17.107         |
| Tábara Arriba        | 25.212         | 12.644          | 12.568         |
| Las Yayas de Viajama | 22.201         | 15.761          | 6.440          |
| Total província Azua | 298.246        | 169.407         | 128.839        |